# The National Museum of Computing
Das Nationale Computer-Museum (englisch The National Museum of Computing; kurz TNMOC) des Vereinigten Königreichs widmet sich dem Erhalt und der öffentlichen Präsentation historischer Rechenmaschinen, speziell den Röhrenrechnern ab den 1940er-Jahren. Es wurde im Jahr 2007 eröffnet und befindet sich auf dem Gelände von Bletchley Park in der englischen Stadt Bletchley etwa 70 km nordwestlich von London.

## Besuchszeiten
Das Museum ist regelmäßig nachmittags am Donnerstag, Samstag und Sonntag sowie an öffentlichen Feiertagen geöffnet. Führungen werden zumeist dienstags oder, für Gruppen nach besonderer Vereinbarung, auch an anderen Tagen angeboten.
Der Schwerpunkt des Museums liegt naturgemäß auf britischen Großrechnern. Das TNMOC beherbergt nach eigener Angabe der Welt größte Sammlung funktionsfähiger historischer Computer. Dem Publikum wird die breite Palette an Entwicklungen von den hochgeheimen Anfängen in den 1940er-Jahren über die folgenden Jahrzehnte bis in die 1980er-Jahre und darüber hinaus präsentiert. Außerdem werden Schulungsseminare und Programmierkurse für alle Altersstufen angeboten.

## Turing-Bombe-Nachbau

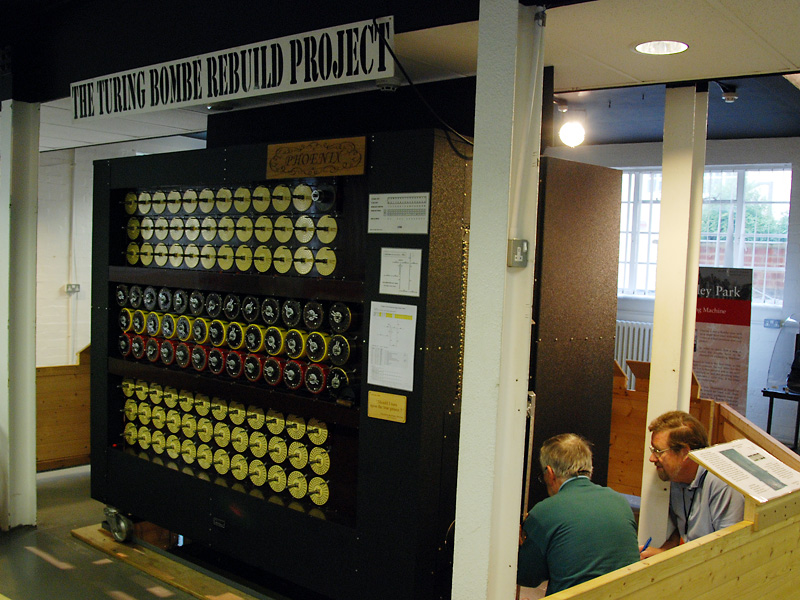
Frontansicht der nachgebauten Turing-Bombe (2010)

Ab 1995 lief über mehr als zehn Jahre lang das Bombe-Nachbau-Projekt (englischer Originaltitel: The Turing Bombe Rebuild Project). Ein Team aus bis zu sechzig Freiwilligen unter der Leitung von John Harper setzte sich zum Ziel, eine Turing-Bombe möglichst originalgetreu nachzubauen. Dies gelang und am 17. Juli 2007 wurde in einem kleinen Festakt in Anwesenheit von John Harper und einiger ehemaliger Wrens (weibliche Marineangehörige, die im Krieg die Bombes bedient hatten) der voll funktionsfähige Nachbau einer Turing-Bombe durch Edward, Herzog von Kent, offiziell in Betrieb genommen. Er ist nun Teil des TNMOC.

## Tunny

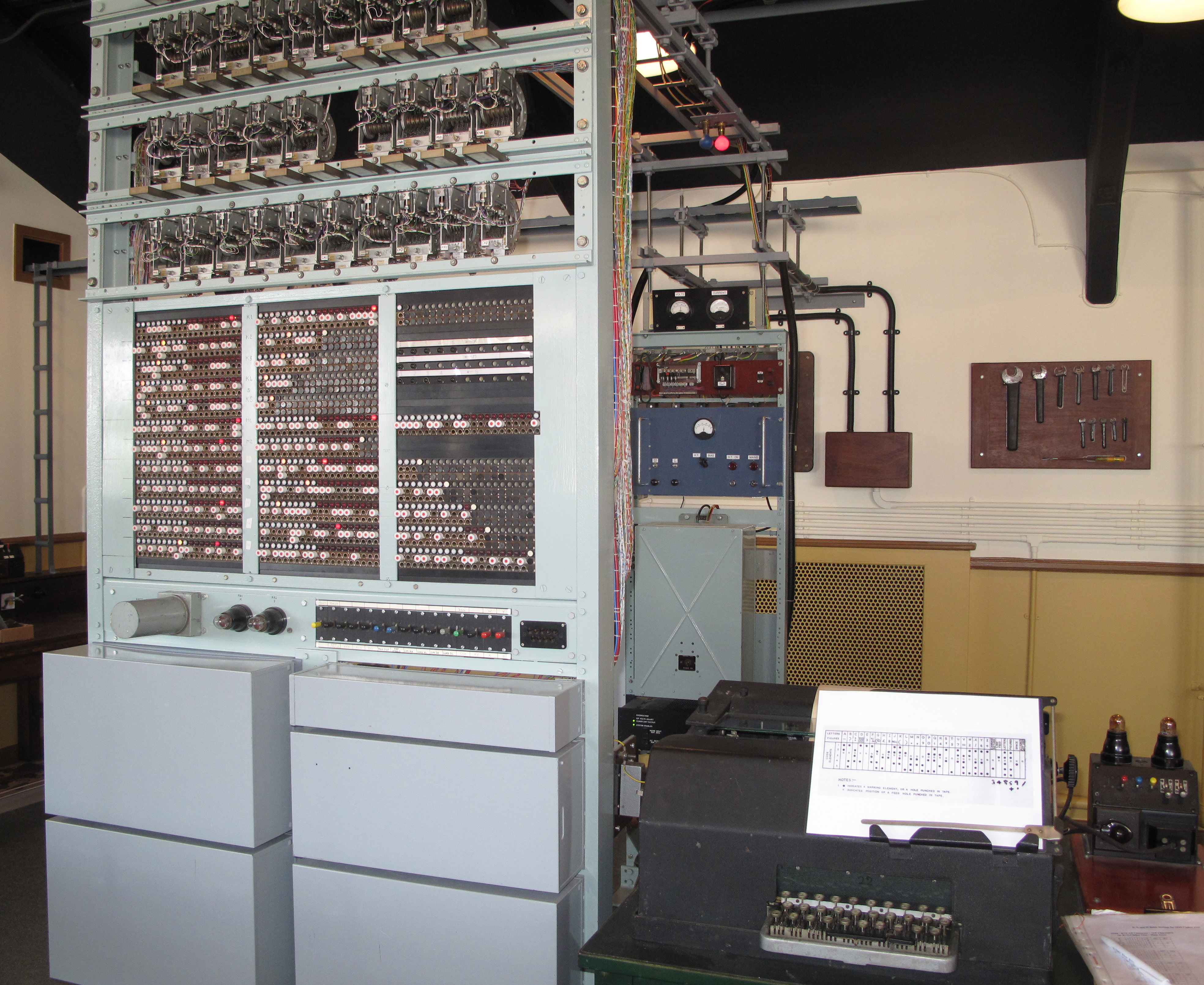
Rekonstruierte britische Tunny-Maschine (2011)

Zusammen mit der nachgebauten Turing-Bombe und der Colossus Gallery gehört die Tunny Gallery zu den Prunkstücken des Museums. Hier wird ein weiterer wichtiger Teil der Kriegsgeschichte des Vereinigten Königreichs illustriert, der lange streng geheim war. Es handelt sich um den erfolgreichen Bruch des hochgeheimen strategischen Nachrichtenverkehrs der deutschen Wehrmacht im Zweiten Weltkrieg. Diese benutzte für ihr Fernschreibnetz, mit dem die obersten Führungsbehörden, wie OKW und OKH, mit den Armeeoberkommandos (AOK) in Städten wie Wien, Rom, Paris, Athen, Kopenhagen, Oslo, Königsberg, Riga, Belgrad, Bukarest und Tunis verbunden war, einen speziell von der Firma C. Lorenz AG in Berlin entwickelten Schlüssel-Zusatz. Zur Entzifferung dieser Lorenz machine, britischer Deckname Tunny („Thunfisch“), entwickelten die Briten einen elektronischen Nachbau des Schlüssel-Zusatzes, der die Funktionen der deutschen Maschine emulierte (nachahmte), jedoch anders funktionierte und völlig anders aussah. Er wurde auch als British Tunny bezeichnet. Ein originalgetreuer Nachbau ist im Museum ausgestellt.

## Colossus

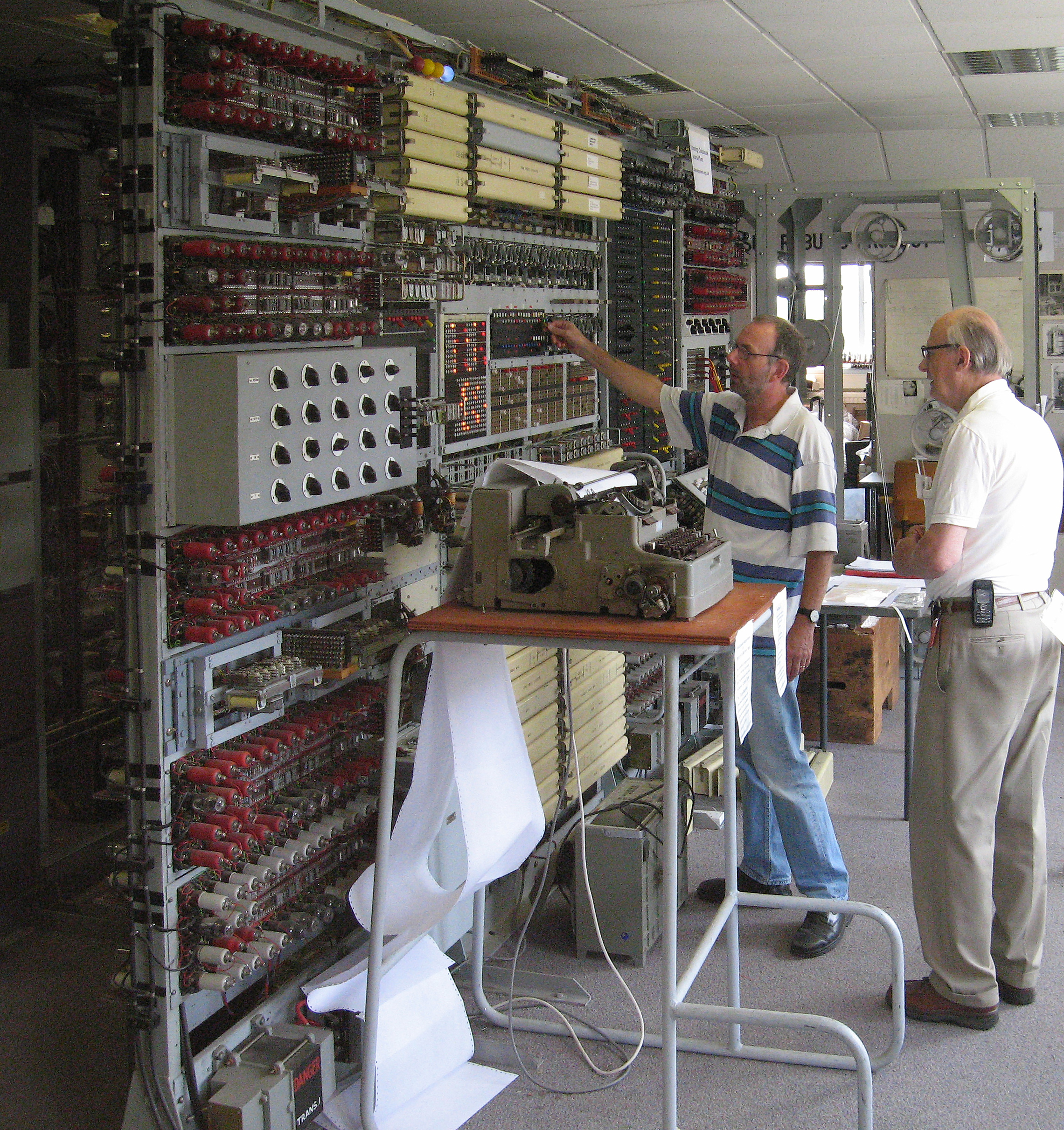
Tony Sale (rechts) neben dem wiederaufgebauten Colossus (2006)

Zur Sammlung des Museums gehört darüber hinaus ein originalgetreuer Nachbau des weltweit ersten Röhrenrechners Colossus. Das Original wurde, wie die Tunny-Maschine, ebenfalls während des Zweiten Weltkriegs von britischen Kryptoanalytikern und Ingenieuren entworfen und in mehreren Stück gebaut. Colossus diente den Briten speziell zur Entzifferung der Lorenz-Maschine. Unmittelbar nach dem Krieg wurden alle Original-Colossi aus Geheimhaltungsgründen demontiert und vernichtet. Erst in den 1970er-Jahren wurde ihre frühere Existenz publik. Zwanzig Jahre später entschloss sich der Brite Tony Sale, einen Colossus für das Museum in Bletchley Park wiederaufzubauen und er rief das Colossus Rebuild Project (deutsch: Colossus-Wiederaufbau-Projekt) ins Leben. Die Wiedererstellung gelang ihm mit seinem Team nach mehrjähriger intensiver Arbeit und am 6. Juni 1996 schließlich hatte der nachgebaute Colossus seinen ersten erfolgreichen Probelauf. Zur offiziellen Einweihung des Nachbaus am 16. November 2007 funkten deutsche Funkamateure einen mit einer Original-Lorenz-Maschine verschlüsselten Geheimtext. Die Briten empfingen den Funkspruch in Bletchley Park und Colossus „knackte“ die Nachricht in drei Stunden und 35 Minuten. Sie enthielt eine Einladung zu einer Ausstellung mit historischen Computern im Heinz Nixdorf MuseumsForum in Paderborn. Der Colossus-Nachbau ist im Museum von Bletchley Park ausgestellt.

## Harwell-Computer

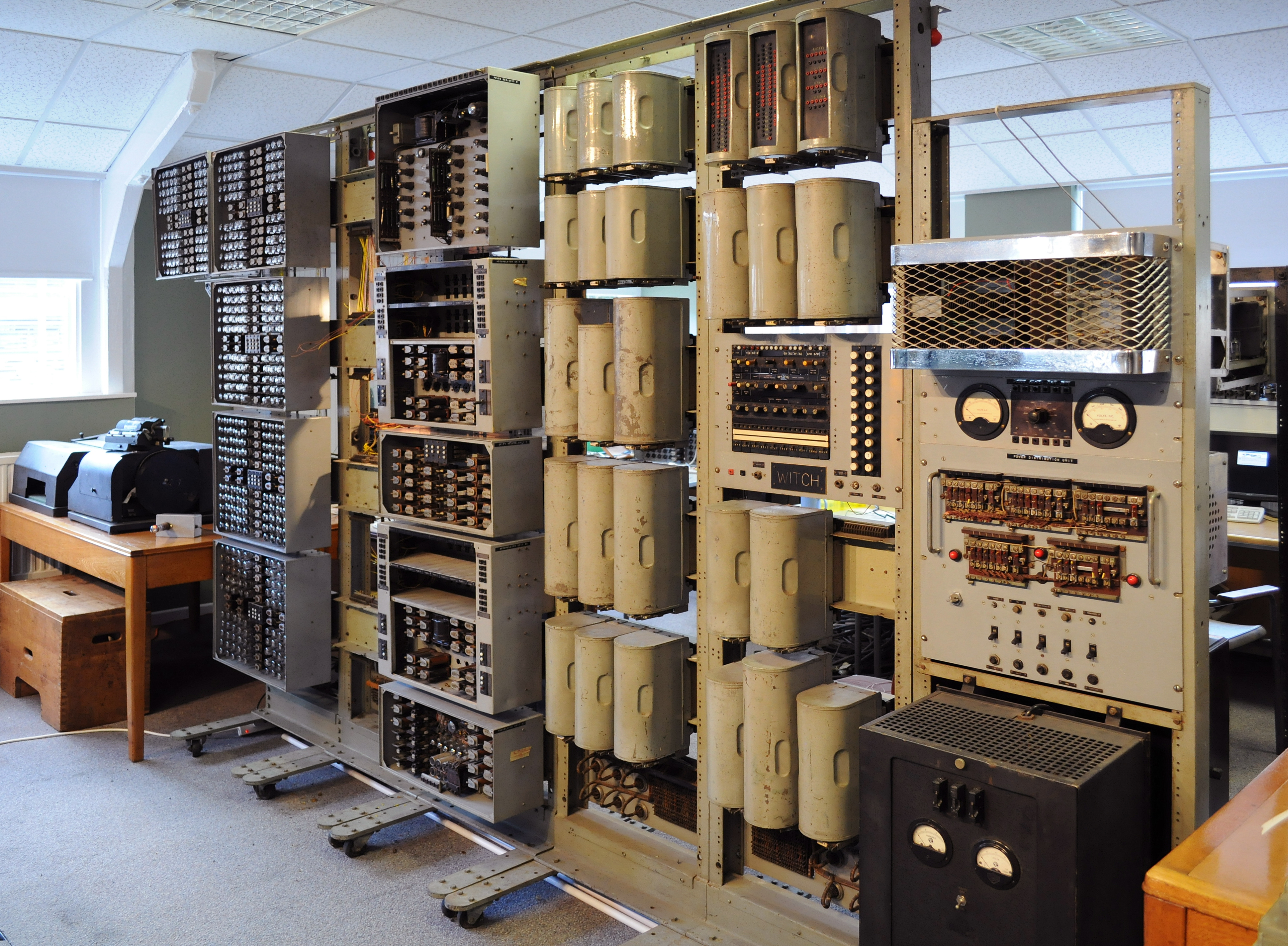
Der Harwell-Computer während seiner Restaurierung im TNMOC (2010)

Ein weiteres Prunkstück der Sammlung ist der älteste noch funktionsfähige Digitalrechner der Welt. Dabei handelt es sich um den Harwell Computer, auch bekannt als WITCH (Abkürzung für Wolverhampton Instrument for Teaching Computing from Harwell). Ursprünglich wurde er im Jahr 1951 in Betrieb genommen. Seit 2012, nach dreijähriger Restaurierung, ist er in der Ausstellung des TNMOC betriebsbereit zu besichtigen. Er nutzt Relais für das Rechenwerk sowie Zählröhren.